# Misericordiae vultus

Wappen des Papstes Franziskus mit dem Wahlspruch Miserando atque eligendo (erbarmungswürdig und doch erwählt)

Misericordiae vultus („Antlitz der Barmherzigkeit“) ist die Verkündigungsbulle zum Heiligen Jahr der Barmherzigkeit. Die nach ihren Eingangsworten benannte Bulle wurde am 11. April 2015 von Papst Franziskus promulgiert.

## Außerordentliches Heiliges Jahr
Am 13. März 2015 kündigte Papst Franziskus bei einer Bußandacht ein außerordentliches Heiliges Jahr der Barmherzigkeit an. Am 11. April 2015 wurde vor der Heiligen Pforte der Petersbasilika die Verkündigungsbulle Misericordiae vultus verlesen. Danach übergab Papst Franziskus sie an die Erzpriester der vier Päpstlichen Basiliken Sankt Peter, St. Johannes im Lateran, Sankt Paul vor den Mauern und Santa Maria Maggiore. Weitere Ausfertigungen erhielten die Präfekten der Kongregation für die Bischöfe, der Kongregation für die Evangelisierung der Völker und der Kongregation für die Ostkirchen.

## Einzelheiten

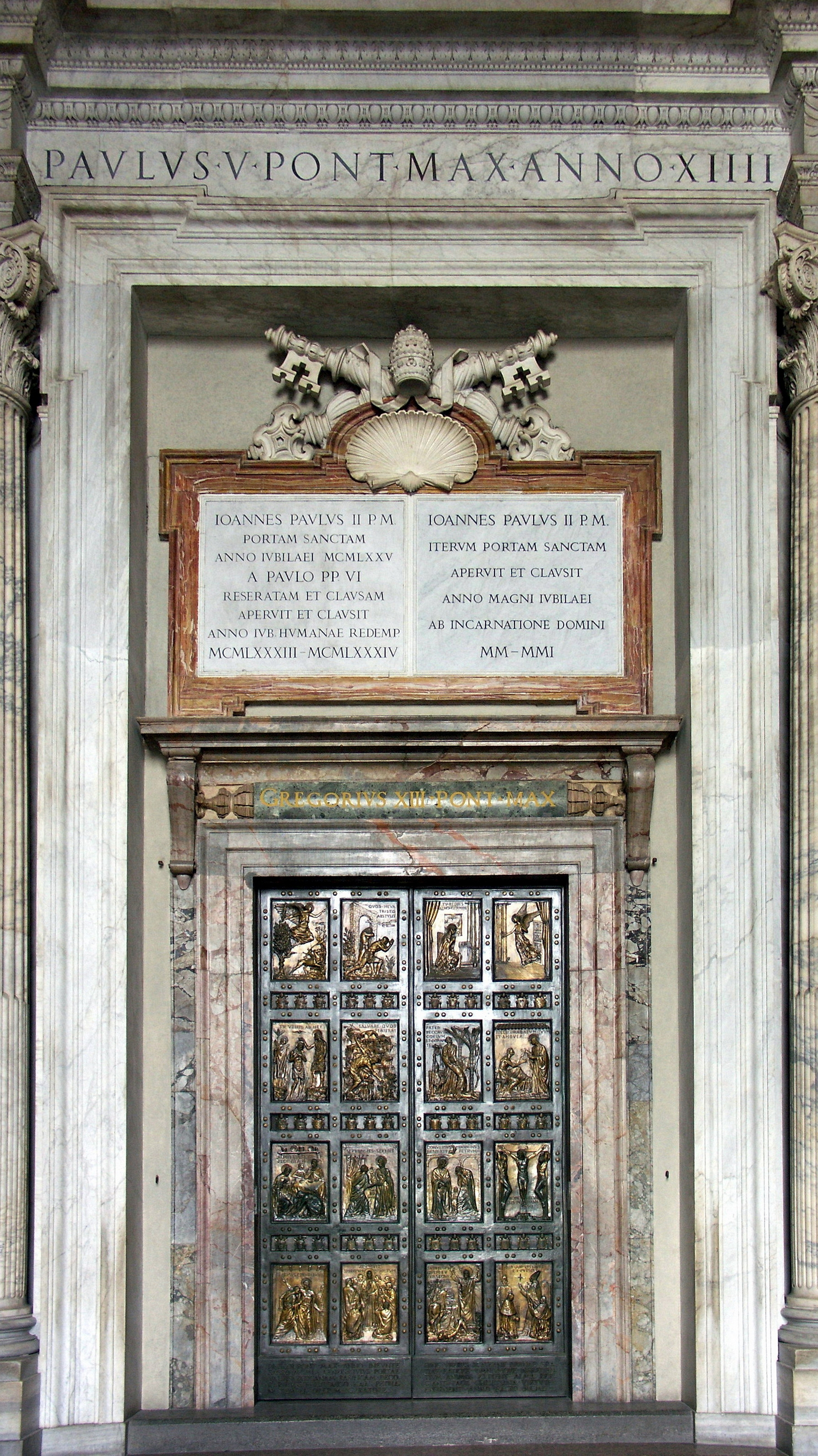
Die Heilige Pforte des Petersdoms

In seinen Eingangsworten führt Papst Franziskus Theologisches und Spirituelles zur Barmherzigkeit aus, die er als den „Tragebalken, der das Leben der Kirche stützt“ bezeichnet (Nr. 10). In Jesus von Nazaret „ist die Barmherzigkeit des Vaters lebendig und sichtbar geworden und hat ihren Höhepunkt gefunden“ (Nr. 1).
In der Bulle ruft der Papst alle Menschen, besonders aber jene, „die aufgrund ihrer Lebensführung fern sind von Gott“, zur Umkehr auf und bittet sie, ihr Leben zu ändern. Es sei eine „schreckliche Falle, zu glauben, dass alles im Leben vom Geld abhänge und dass darum alles andere keinen Wert und keine Würde habe“ (Nr. 19). Als Fürbitterin und „große Apostelin der Barmherzigkeit“ ruft der Papst die heilige Maria Faustyna Kowalska an.
Der 8. Dezember 2015, das Fest der Unbefleckten Empfängnis, wurde für die Eröffnung des Heiligen Jahres gewählt, weil an diesem Tag vor genau 50 Jahren das Zweite Vatikanische Konzil zu Ende ging, das „eine große Bedeutung in der jüngsten Kirchengeschichte“ habe. Die Kirche spüre das Verlangen, diesen Moment lebendig zu erhalten, da seinerzeit „eine neue Etappe der immer anstehenden Evangelisierung“ begonnen hatte (Nr. 4).
Im Weiteren legt der Papst Einzelheiten fest:
- Die Eröffnung des Heiligen Jahres mit der Öffnung der Heiligen Pforte im Petersdom werde am Fest der Unbefleckten Empfängnis stattfinden.
- Am Sonntag Gaudete wird die Heilige Pforte in der Lateranbasilika geöffnet, nach und nach folgen dann die anderen Papstbasiliken. Für den gleichen Sonntag legt der Papst fest,

„dass in allen Teilkirchen entweder in der Bischofskirche, die die Mutter aller Kirchen im Bistum ist, oder in der Konkathedrale oder in einer anderen Kirche mit herausragender Bedeutung für die Dauer des Heiligen Jahres ebenfalls eine Pforte der Barmherzigkeit geöffnet werde.“ Ob dies in Wallfahrtskirchen geschieht, obliegt dem Diözesanbischof.
- Das Jubeljahr wird am Christkönigsfest, 20. November 2016, mit dem Schließen der Heiligen Pforten beendet.
- Es erfolgt die Einladung zur Wallfahrt zu den Heiligen Pforten, entweder nach Rom oder an einen anderen, den eigenen Kräften entsprechenden Ort.
- In den Diözesen soll am Freitag und Samstag vor dem Sonntag Laetare 2016 die Initiative „24 Stunden für den Herrn“ mit dem Empfang des Bußsakraments verstärkt praktiziert werden. Im Bußsakrament könnten wir „mit Händen die Größe der Barmherzigkeit greifen“, auch sei das Sakrament eine Quelle des inneren Friedens.
- In der Fastenzeit 2016 wird Papst Franziskus „Missionare der Barmherzigkeit“ aussenden, die ein Zeichen der mütterlichen Sorge der Kirche für das Volk Gottes sein sollen. Der Papst bittet die Ortsbischöfe, diese Missionare einzuladen und aufzunehmen.
- In den Diözesen sollen „Volksmissionen“ organisiert werden.

Es folgen Ausführungen zum Ablass, der in diesem Heiligen Jahr eine besondere Bedeutung gewinne.